# Витебская берестяная грамота
Витебская берестяная грамота — первая берестяная грамота, найденная на территории Беларуси.
Грамота была случайно найдена в Витебске при раскопках на площади Свободы в 1959 году при разборе взорванного Николаевского собора экскаваторщиком Евгением Фроловым на глубине 3-4 м от земли. Открытие стало сенсацией в науке, так как до того подобные реликвии были доступны только в Новгороде. Хранится в Витебском областном краеведческом музее.
Грамоту трудно датировать, потому что она находилась в очень неоднородном культурном слое земли. Однако исследования показали, что грамота относится к рубежу XIII—XIV веков.

## Текст и перевод
Оригинальный текст (с разделением на слова):

От Стьпана ко Нежилови. Оже еси продало порты, а коупи ми жита за 6 гривено. А ли цего еси не продало, а посли ми лицеме. А ли еси продало, а добро сътворя оукоупи ми жита
Перевод на современный русский язык:

От Степана к Нежилу. Если ты продал одежду, купи мне ячменя на 6 гривен. Если же чего-нибудь ещё не продал, то пошли мне сами эти вещи. Если же продал, сделай милость, купи мне ячменя

## Оценка учёных
Как отмечает историк Л. В. Алексеев, происхождение грамоты, скорее всего, можно объяснить активными торговыми отношениями Витебска и Полоцка с Новгородом, по которым зерно шло из Ростово-Суздальской земли в Прибалтику. Документ имеет следы «цокающего» северо-западного диалекта и, следовательно, очевидно, происходит из Новгорода. Его мог написать человек, чей друг уехал в Витебск по торговле.
Что тогда значили 6 гривен? «Русская правда» знает, что за 6 гривен можно было купить 300 овец или 12 свиней, или 2 кобылы, или 3 коровы. Наконец, они могли нанять двух слуг на 12 лет.